# Loi des trois secteurs
 (octobre 2020).

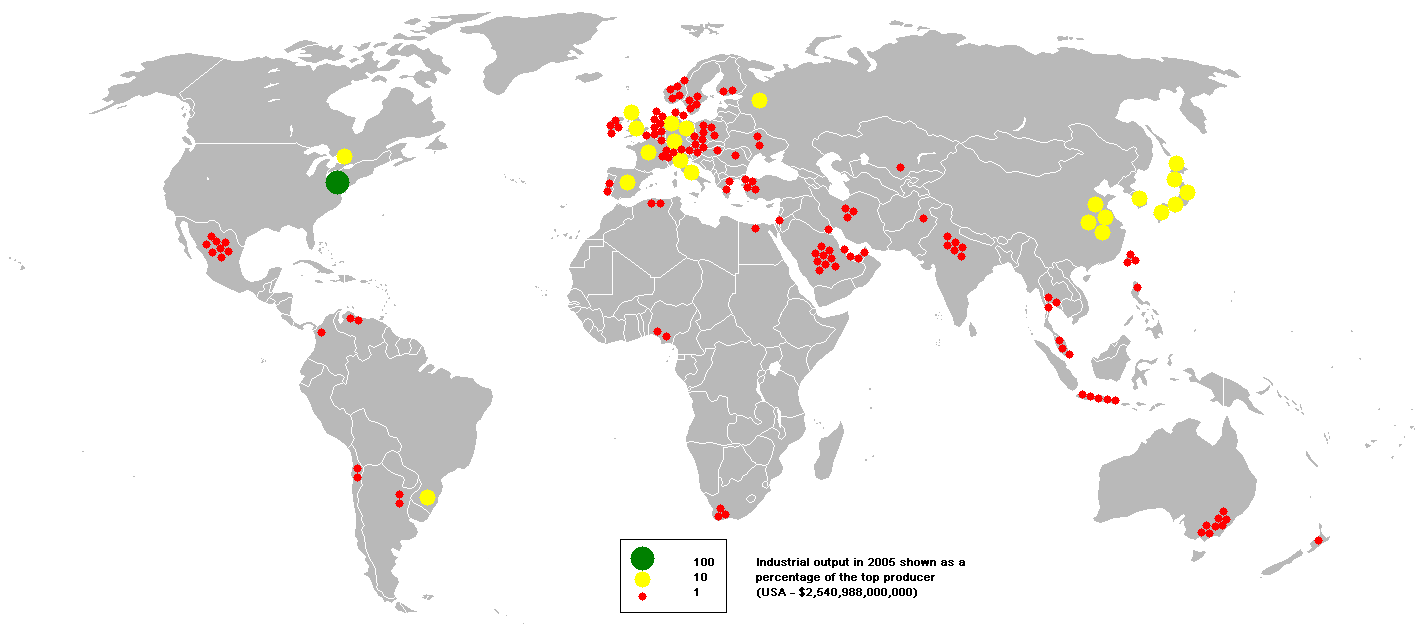
La production industrielle en 2005

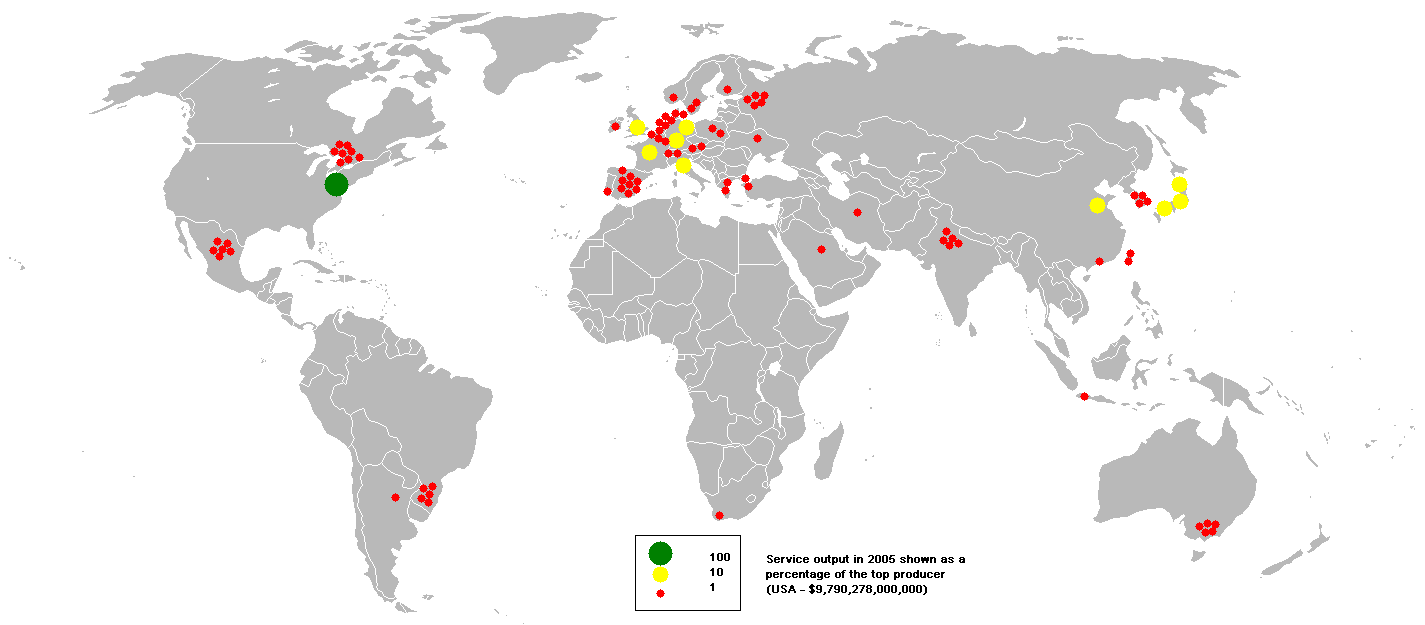
Production de service en 2005

La loi des trois secteurs est une théorie économique qui divise les économies en trois secteurs d'activité : exploitation et extraction de ressources naturelles (primaire), transformation des matières premières issues du secteur primaire (secondaire), et services (tertiaire). Elle a été développée par Allan Fisher, Colin Clark et Jean Fourastié[Quand ?].
Selon la théorie, l'activité principale d'une économie passe du secteur primaire au secteur secondaire et finalement au secteur tertiaire. Fourastié considérait le processus comme essentiellement positif et, dans Le Grand Espoir du XXe siècle. Progrès technique, progrès économique, progrès social, il parle de l'amélioration de la qualité de vie, de la sécurité sociale, de l'épanouissement de l'éducation et de la culture, de l'élévation des qualifications et de l'évitement du chômage .
Les pays dont le revenu par habitant est faible sont dans un état de développement premier et initial; la majeure partie de leur revenu national est réalisée grâce à la production dans le secteur primaire. Les pays dans un état de développement plus avancé, avec un revenu national moyen, génèrent leurs revenus principalement dans le secteur secondaire. Dans les pays hautement développés à revenu élevé, le secteur tertiaire domine la production totale de l'économie.

## La transformation structurelle en fonction de Fourastié

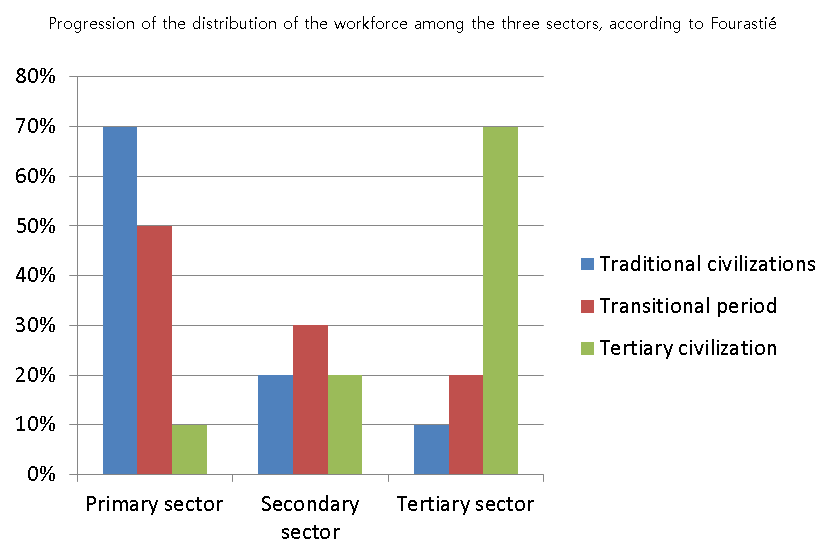
Trois secteurs selon Fourastié

Le modèle sectoriel de Clark

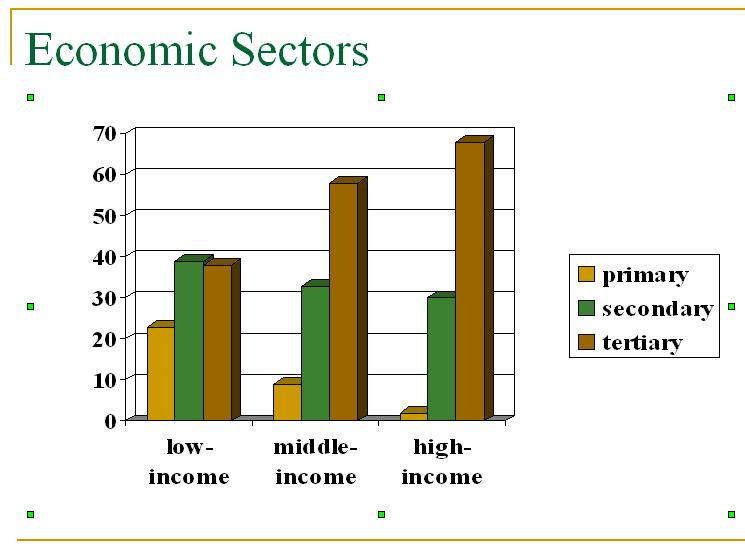
Cette figure illustre les pourcentages de l'économie d'un pays constitués par différents secteurs. La figure montre que les pays ayant un niveau de développement socio-économique plus élevé tendent à avoir moins d'économie composée de secteurs primaire et secondaire et plus d'emphase dans les secteurs tertiaires. Les pays les moins développés présentent le modèle inverse.

La répartition des effectifs entre les trois secteurs progresse à travers les différentes étapes, comme suit, selon Fourastié.

### Première phase: les civilisations traditionnelles
Quotas de main-d'œuvre :
- Secteur primaire : 65%
- Secteur secondaire : 20%
- Secteur tertiaire : 15%

Cette phase représente une société qui n'est pas encore très développée scientifiquement, avec une utilisation négligeable des machines. L'état de développement correspond à celui des pays européens au début du Moyen Âge , ou celui d'un pays en développement moderne[réf. nécessaire].

### Deuxième phase: la période de transition
Quotas de main-d'œuvre :
- Secteur primaire : 40%
- Secteur secondaire : 40%
- Secteur tertiaire : 20%

Un plus grand nombre de machines sont déployées dans le secteur primaire, ce qui réduit le nombre de travailleurs nécessaires. En conséquence, la demande pour la production de machines dans le secteur secondaire augmente. La voie ou la phase de transition commence par un événement qui peut être identifié avec l'industrialisation : la mécanisation à grande échelle (et donc l'automatisation) de la fabrication, telle que l'utilisation de bandes transporteuses.
Le secteur tertiaire commence à se développer, tout comme le secteur financier et le pouvoir de l'État.

### Troisième phase: les civilisations à majorité tertiaires
Quotas de main-d'œuvre :
- Secteur primaire : 10%
- Secteur secondaire : 20%
- Secteur tertiaire : 70%

Les secteurs primaire et secondaire sont de plus en plus dominés par l'automatisation et la demande de main-d'œuvre baisse dans ces secteurs. Il est remplacé par les demandes croissantes du secteur tertiaire. La situation correspond maintenant aux sociétés industrielles modernes et à la société du futur, au service ou à la société post-industrielle. Aujourd'hui, le secteur tertiaire a pris une telle ampleur qu'il est parfois divisé en un secteur quaternaire fondé sur l'information et même en un secteur quinaire fondé sur les services à la personne.